# اسکیت‌بازی در پارک بولونی
اسکیت‌بازی در پارک بولونی (فرانسوی: Les patineurs à Longchamp‎) که در فرانسه با نام اسکیت‌بازان هم شناخته می‌شود، یک نقاشی رنگ روغن بر روی بوم اثر نقاش امپرسیونیسم فرانسه پیر آگوست رنوآر است که در طول زمستان ۱۸۶۸ طرح گردید، این نقاشی اسکیت‌بازان را به همراه تعداد گسترده‌ای از پاریسی‌ها نشان می‌دهد، از پیر و جوان گرفته که برای گذراندن اوقات فراقت به دریاچهٔ یخ زدهٔ پارک بولونی آمده‌اند، با توجه به این که رنوار علاقه‌ای به چشم‌اندازهای هوای سرد و برفی نداشت، این تابلو را می‌توان از جمله معدود آثار هنرمند در این زمینه دانست، ابعاد این اثر هنری رنوار (۷۲٫۱ × ۸۹٫۹) است.